# Strikeforce
Strikeforce var en amerikansk MMA- och kickboxningsorganisation baserad i San Jose, CA, USA. Strikeforce grundades 1985 och sysslade från början enbart med kickboxning men introducerade MMA 2006 och höll sin första MMA-gala den 10 mars samma år med bland annat en match mellan Frank Shamrock och Cesar Gracie. 17 465 betalande inträde för galan vilket var rekord för en MMA-gala i Nordamerika. Organisationens matcher visades bland annat på NBC, Showtime och CBS.
Den 15 augusti 2009 fick Strikeforce sin första titelhållare på damsidan då Cris Cyborg besegrade Gina Carano i organisationens första titelmatch för kvinnor.

## Uppköp och upplösning
Tidigt 2011 köpte Zuffa LCC (UFC:s ägarbolag) Strikeforce. De upplöste två år senare organisationen och tog in alla aktiva atleter i UFC.

## Mästare och Grand Prix vinnare

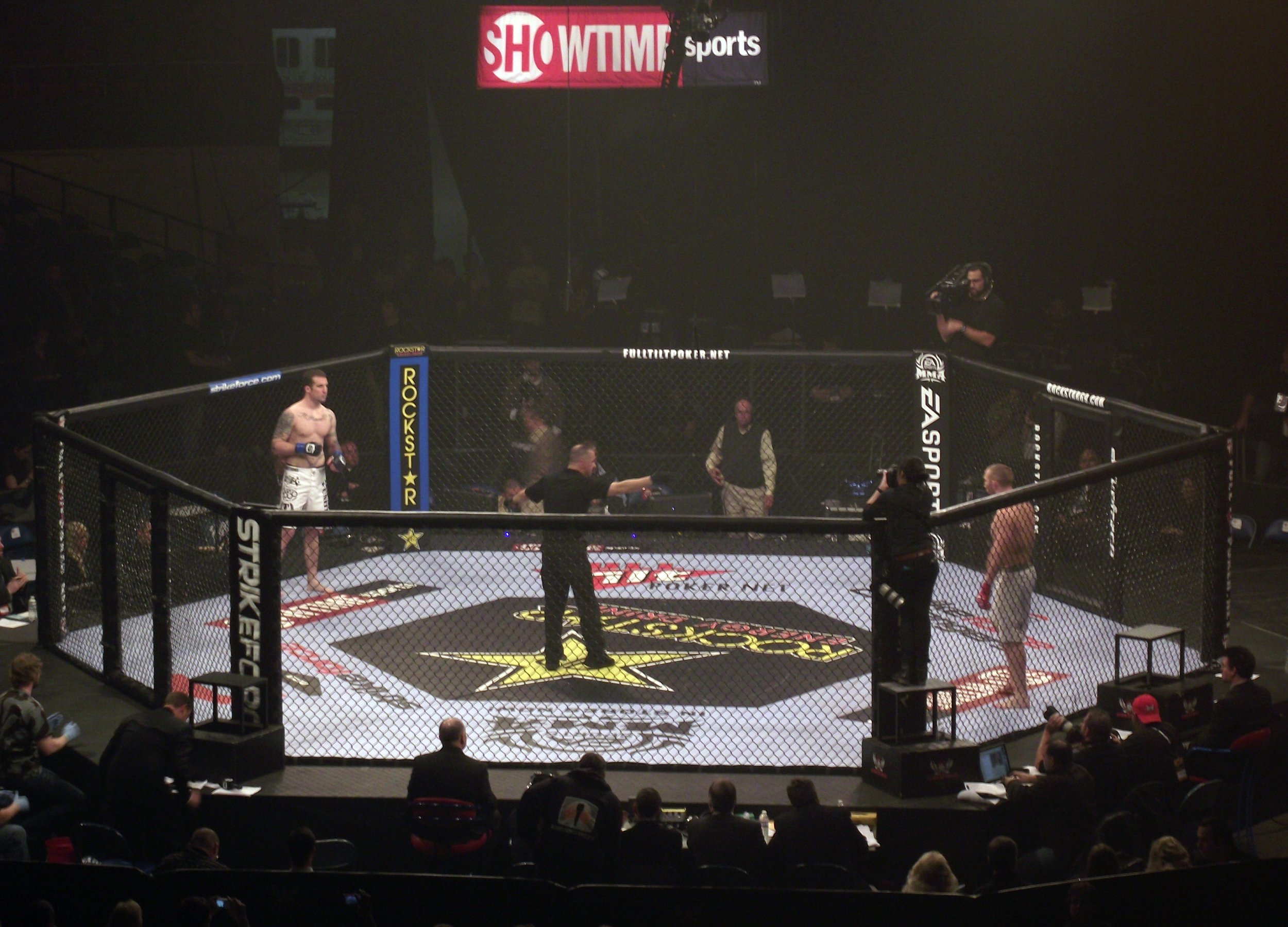
Strikeforce-gala i Nashville i januari 2011.

I januari 2011 offentliggjordes planerna för Strikeforce Grand Prix, en turnering där åtta av organisationens bästa tungviktare skulle mötas under 2011. Fedor Emelianenko, Antonio Silva, Josh Barnett, Fabricio Werdum, Sergei Kharitonov, Andrei Arlovski, Brett Rogers och Alistair Overeem
I Sverige sändes samtliga matcher i turneringen direkt på Eurosport 2.

## Framstående deltagare
Följdande fighters har antingen varit Strikeforcemästare eller deltagit i en huvudmatch på en Strikeforcegala.

### Tungvikt
- Andrei Arlovski
- Fedor Emelianenko
- Alistair Overeem
- Brett Rogers
- Fabricio Werdum
- Sergei Kharitonov
- Josh Barnett
- Daniel Cormier

### Lätt tungvikt
- Rafael Cavalcante
- Muhammed Lawal
- Gegard Mousasi
- Renato Sobral

### Mellanvikt
- Ronaldo Souza
- Dan Henderson
- Robbie Lawler
- Cung Le
- Matt Lindland
- Frank Shamrock

### Weltervikt
- Nick Diaz
- Joe Riggs
- Paul Daley
- Evangelista Santos

### Lättvikt
- Shinya Aoki
- Gilbert Melendez
- K.J. Noons
- Tatsuya Kawajiri

### Damer
- Gina Carano
- Kim Couture
- Sarah Kaufman
- Cristiane Santos
- Marloes Coenen